# Jonathan Gould
Jonathan Alan Gould (* 18. Juli 1968 in Paddington) ist ein in England geborener, ehemaliger schottischer Fußballtorhüter und aktueller -trainer. Er war vor allem bekannt für seine Zeit als zwischenzeitliche „Nummer 1“ von Celtic Glasgow zum Ende der 1990er-Jahre. Mit dem Verein gewann er zwei schottische Meisterschaften, einmal den schottischen FA Cup als auch dreimal den Ligapokal. Er war dazu Teil des schottischen Kaders der WM-Endrunde 1998 in Frankreich, jedoch nur als dritter Torwart hinter Jim Leighton und Neil Sullivan.

## Sportlicher Werdegang

### Fußballerische Karriere

#### Aus Neuseeland in die Premier League
Jonathan Gould wurde in England im Londoner Stadtteil Paddington geboren. Sein Vater Bobby Gould war bereits Profifußballer gewesen und wurde später erfolgreicher Trainer der walisischen Nationalmannschaft und beim FC Wimbledon. Der Sprössling selbst fiel erstmals im Jahr 1989 in der neuseeländischen Wahlheimat auf, wo er mit den Napier City Rovers die nationale Meisterschaft gewann. Dabei stand er jedoch nur in vier Partien als Torhüter zwischen den Pfosten; seine restlichen Einsätze absolvierte er als Innenverteidiger.
Zurück in der britischen Heimat zog es ihn über den Amateurklub Clevedon Town im Juli 1990 zum englischen Viertligisten Halifax Town. Dort bestritt er in knapp anderthalb Jahren 44 Pflichtspiele (davon 32 in der Fourth Division), bevor er Ende Januar 1992 zum Drittligisten West Bromwich Albion wechselte. Für den Rest der Saison 1992/93 kam er über die Rolle des Ersatztorhüter zwar nicht hinaus, aber ihm bot sich trotzdem plötzlich die Chance, sich künftig in der höchsten englischen Spielklasse zu beweisen. Grund dafür war das Interesse von Coventry City und pünktlich zur Einführung der Premier League in der Saison 1992/93 heuerte Gould dort an. Hilfreich war dabei, dass dort sein Vater das Cheftraineramt bekleidete; dazu war er ein Torwart klassischer Prägung, der sich primär auf seine guten Reflexe verlassen konnte. Unter seinem Vater und später Phil Neal diente Gould zumeist als Ersatzmann hinter dem langjährigen Stammtorwart Steve Ogrizovic (sowie ab 1995 zusätzlich als Vertretung für John Filan) und bestritt bis Ende März 1996 insgesamt 25 Premier-League-Partien. Ablösefrei wechselte er zum Ende des Transferfensters zum Drittligisten Bradford City, dem er mit 12 Pflichtspieleinsätze in den restlichen Partien zum Aufstieg in die zweite Liga über die Play-offs (darunter der 2:0-Finalerfolg gegen Notts County im Wembley-Stadion) verhalf. In die folgende Saison 1996/97 startete Gould als Stammkeeper von Bradford City, bevor in der dritten Partie gegen die Wolverhampton Wanderers eine Wunde im Gesicht, die mit 18 Stichen genäht werden musste, die folgenden Negativentwicklungen für Gould einleitete. Er wurde zunächst von Eric Nixon, der von den Tranmere Rovers ausgeliehen worden war, und später von Mark Schwarzer als Stammkeeper verdrängt. Dazu kamen Sperren aufgrund zweier roter Karten, die sich Gould eingehandelt hatte. Stattdessen wurde er im Herbst 1996 für drei Pflichtspiele an den Drittligisten FC Gillingham ausgeliehen.

#### Celtic Glasgow
Etwas überraschend kam im Sommer 1997 das Interesse des schottischen Großklubs Celtic Glasgow an dem vormaligen Torwart der Bradford-Reservemannschaft. Gould wurde von Trainer Wim Jansen verpflichtet zu einer Zeit, als der große Rivale Rangers neun schottische Meisterschaften in Serie gewonnen hatte und das große Ziel des 10-fach-Erfolgs ausgerufen wurde. Diese Torhüter-Personalie wurde entsprechend mit Skepsis aufgenommen und wirkte wenig ambitioniert. Die Zweifler sollten jedoch schnell besänftigt werden und Gould war wichtiger Rückhalt der Celtic-Elf, die mit dem Gewinn der Meisterschaft der Saison 1997/98 den Lauf der Rangers stoppte. Dazu hatte der Neuling mit Celtic in derselben Spielzeit den Ligapokal gewonnen. Besonders in Erinnerung blieb seine Parade mit den Fingerspitzen im Duell mit dem FC St. Johnstone im letzten Saisonspiel, die letztlich dabei half, den entscheidenden 2:0-Sieg auf dem Weg zu Titel zu sichern. Trotz anschließender Verletzungsprobleme in der Saison 1998/99 und der Verpflichtung des russischen Nationaltorhüters Dmitri Charin blieb Gould bis zur Saison 2000/01 die „Nummer 1“, bevor ihn der neue Trainer Martin O’Neill letztlich durch Rab Douglas als Stammkeeper ablöste.
Die überragende Form aus seiner Debütsaison konnte Gould in der Folgezeit nicht mehr konstant bestätigen; er war jedoch in der Lage, mit der Größe der Aufgabe zu wachsen. Sein Name war aber auch verbunden mit einer weitreichenden Pokalniederlage im Winter 2000 gegen Inverness Caledonian Thistle (1:3), die die Trainerentlassung von John Barnes am nächsten Morgen zur Folge hatte. Vor allem seine Probleme in der Strafraumbeherrschung bei Flanken wurden häufiger thematisiert. Dessen ungeachtet war Celtics Trophäensammlung um die Jahrtausendwende wieder üppiger und Gould stand in den Spielzeiten 1999/2000 und 2000/01 jeweils in der siegreichen Ligapokal-Finalmannschaft. Im siegreichen Endspiel des FA Cups 2001 wurde ihm Douglas vorgezogen und im Verlauf der Meistersaison 2000/01 stand Gould immerhin in 15 Partien zwischen den Pfosten. Ohne nennenswerte sportliche Rest-Perspektive bei Celtic blieb Gould dennoch dem Verein zunächst weiter erhalten, bevor er im Januar 2023 zum englischen Zweitligisten Preston North End ablösefrei wechselte. Dort war der ehemalige schottische Nationaltrainer Craig Brown sportlich verantwortlich.

#### Ausklang der aktiven Laufbahn
Bis zum Ende der Saison 2003/04 stand Gould in 55 Pflichtspielen für Preston North End zwischen den Pfosten und spielte sich damit sogar wieder in den Fokus der schottischen Nationalmannschaft, aber seine Berufung für die Play-off-Spiele zur Teilnahme an der Euro 2004 in Portugal gegen die Niederlande führte zu keinem Länderspieleinsatz. Zu Beginn der Spielzeit 2004/05 wurde Gould an den Fünftligisten Hereford United ausgeliehen und nach 15 Pflichtspieleinsätzen kehrte er für vier letzte Begegnungen in Diensten von Preston North End zurück. Er heuerte kurz darauf im Februar 2005 bei Bristol City an, aber nach drei Monaten wurde der Vertrag wieder aufgelöst.
Gould zog es daraufhin wieder nach Neuseeland. Dort schloss er sich dem Trainerstab von Hawke’s Bay United und spielte noch gelegentlich in der neuseeländischen Meisterschaftsrunde.

#### Schottische Nationalmannschaft
Aufgrund der schottischen Wurzeln seiner Großeltern, die aus Blantyre stammten, war Gould spielberechtigt für die schottische Nationalmannschaft. Nach seinen außerordentlich guten Leistungen für Celtic in der Meistersaison 1997/98 wurde er in den schottischen Kader für die anstehende WM-Endrunde 1998 in Frankreich berufen. Dort fungierte er jedoch nur als dritter Torwart hinter Jim Leighton und Neil Sullivan. Nach dem Turnier blieb Gould zumeist im Kampf als Ersatzmann von Sullivan und kam am 9. Oktober 1999 zu seinem ersten Länderspiel gegen Litauen (3:0). Sein zweites und letztes Länderspiel folgte am 15. November 2000 anlässlich einer 0:2-Heimniederlage gegen Australien.
Nach dem Verlust des Stammplatzes bei Celtic an Rab Douglas nahm das Interesse an ihm für Länderspiele ab. Erst seine gute Form nach dem Wechsel zu Preston North End sorgte für eine einmalige Nominierung im November 2003.

### Nach der aktiven Laufbahn
Im Jahr 2006 wurde Jonathan Gould Trainer des neuseeländischen Klubs Hawke’s Bay United und erhielt Unterstützung von seinem Vater, der sich ihm als Assistent zur Verfügung stellte. Diese Cheftrainerrolle behielt er bis 2009, um selbst Kotrainer von Wellington Phoenix zu werden. Dort gelang in zwei Spielzeiten jeweils der Einzug in die Finalrunde der A-League. Anschließend entschied er sich für ein Engagement in Australien bei Perth Glory, wo er mit dem ehemaligen Rangers-Spieler Ian Ferguson zusammenarbeitete. Ende April 2012 kehrte er nach Neuseeland zurück, um per Zweijahresvertrag als Torhütertrainer erneut für Wellington Phoenix zu arbeiten.
Ab Mitte Februar 2015 war Gould in England Torhütertrainer von West Bromwich Albion unter Trainer Tony Pulis. Als Pulis zum FC Middlesbrough wechselte, folgte ihm Gould im Januar 2018 und werkte dort bis zu seinem Weggang im Mai 2019. Drei Monate später wurde er Torwarttrainer bei Preston North End, ging aber von dort schon bald wieder nach Neuseeland zu den Napier City Rovers zurück, um dort Torwarttalente zu fördern. Im Dezember 2022 schloss sich Gould erneut in England Stoke City als Kotrainer an und behielt diesen Posten bis Dezember 2023.
Im Juli 2024 wurde Gould Torwarttrainer des neu gegründeten A-League-Klubs Auckland FC.

## Titel/Auszeichnungen
- Schottische Meisterschaft (2): 1997/98, 2000/01
- Schottischer Pokal (1): 2000/01
- Schottischer Ligapokal (3): 1997/98, 1999/2000, 2000/01
- Neuseeländische Meisterschaft (1): 1989